# Comuna Petrivka, Hlobîne
Petrivka (în ucraineană Петрівка) este o comună în raionul Hlobîne, regiunea Poltava, Ucraina, formată din satele Petrivka (reședința) și Turbaii.

## Demografie
Componența lingvistică a comunei Petrivka
     Ucraineană (97,05%)
     Rusă (2,74%)
     Alte limbi (0,22%)
Conform recensământului din 2001, majoritatea populației comunei Petrivka era vorbitoare de ucraineană (97,05%), existând în minoritate și vorbitori de rusă (2,74%).